# Meioneta equestris
Meioneta equestris là một loài nhện trong họ Linyphiidae.
Loài này thuộc chi Meioneta. Meioneta equestris được Ludwig Carl Christian Koch miêu tả năm 1881.